# Laura Chinchilla
Laura Chinchilla Miranda (født 28. marts 1959) er en costaricansk politiker og tidligere præsident (2010-2014). Hun var landets første valgte kvindelige præsident. Hun overtog  præsidentembedet den  8. maj 2010 efter partifællen Óscar Arias. Chinchilla har tidligere været vicepræsident (2006–2008) og sikkerhedsminister (1996–1998).
Chinchilla repræsenterer partiet Partido Liberación Nacional. Som deres præsidentkandidat vandt hun valget 7. februar 2010 med 46,76 % af stemmerne. Hun har markeret sig som en tilhænger af frihandel og socialt konservativ på sager som abort.